# Marcelo Negrão
Marcelo Teles Negrão (ur. 10 października 1972 w São Paulo) – brazylijski siatkarz, reprezentant kraju, grający na pozycji przyjmującego. Mistrz olimpijski z 1992 roku. Uprawiał również siatkówkę plażową.
W sezonie 1992/1993 występował we włoskiej Serie A, w drużynie Gabeca-Ecoplant Montichiari. W kolejnym sezonie reprezentował barwy Sisleya Treviso, z którym zdobył mistrzostwo Włoch.

## Przebieg kariery
| Zawodnik                  | Zawodnik                          | Zawodnik | Zawodnik | Zawodnik | Zawodnik | Zawodnik | Zawodnik | Zawodnik | Zawodnik | Zawodnik |
| Lata/Sezon                | Kluby                             |          |          |          |          |          |          |          |          |          |
| ------------------------- | --------------------------------- | -------- | -------- | -------- | -------- | -------- | -------- | -------- | -------- | -------- |
| 1989–1992                 | EC Banespa                        |          |          |          |          |          |          |          |          |          |
| 1992/1993                 | Gabeca-Ecoplant Montichiari       |          |          |          |          |          |          |          |          |          |
| 1993/1994                 | Sisley Treviso                    |          |          |          |          |          |          |          |          |          |
| 1994–1997                 | Olympikus/Telesp                  |          |          |          |          |          |          |          |          |          |
| 1997/1998                 | Santo André/Philco                |          |          |          |          |          |          |          |          |          |
| 1998/1999                 | Piaggio Roma                      |          |          |          |          |          |          |          |          |          |
| 1999–2002                 | EC Banespa                        |          |          |          |          |          |          |          |          |          |
| 2002/2003                 | Ulbra/Canoas                      |          |          |          |          |          |          |          |          |          |
| 2003/2004                 | Brillrover Südtirol Alto Adige BZ |          |          |          |          |          |          |          |          |          |
| 2004/2005                 | Osaka Blazers Sakai               |          |          |          |          |          |          |          |          |          |
| 2005/2006 (do 15.11.2005) | Carife Ferrara                    |          |          |          |          |          |          |          |          |          |
| Trener                    |                                   |          |          |          |          |          |          |          |          |          |
| 2020/2021                 | SESI São Paulo                    |          |          |          |          |          |          |          |          |          |
| 2021–                     | Mogi Vôlei                        |          |          |          |          |          |          |          |          |          |

## Sukcesy klubowe
Klubowe Mistrzostwa Ameryki Południowej:
- 1990, 1991, 1992

Mistrzostwo Brazylii:
- 1990, 1991, 1992, 1996, 2003
- 2002
- 1997, 2000

Klubowe Mistrzostwa Świata:
- 1991

Puchar Europy Zdobywców Pucharów:
- 1994

Mistrzostwo Włoch:
- 1994

## Sukcesy reprezentacyjne
Mistrzostwa Świata Kadetów:
- 1989

Mistrzostwa Świata Juniorów:
- 1989

Liga Światowa:
- 1993, 2001
- 1995
- 1990, 1994, 1999

Igrzyska Panamerykańskie:
- 1991, 1999

Mistrzostwa Ameryki Południowej:
- 1991, 1993, 1995, 1997, 1999

Igrzyska Olimpijskie:
- 1992

Puchar Wielkich Mistrzów:
- 1993

Puchar Świata:
- 1995

## Nagrody indywidualne
- 1989: MVP Mistrzostw Świata Kadetów
- 1991: Najlepszy atakujący Klubowych Mistrzostw Świata
- 1992: Najlepszy atakujący Ligi Światowej
- 1992: MVP i najlepszy atakujący Igrzysk Olimpijskich
- 1993: Najlepszy zagrywający Pucharu Wielkich Mistrzów
- 1994: Najlepszy zagrywający Mistrzostw Świata